# Ígor Khenkin
Ígor Khenkin (Vladímir, Rússia, 21 de març de 1968) és un jugador d'escacs d'origen rus, nacionalitzat alemany el 1999, que té el títol de Gran Mestre des de 1992.
A la llista d'Elo de la FIDE del maig de 2022, hi tenia un Elo de 2506 punts, cosa que en feia el jugador número 34 (en actiu) d'Alemanya. El seu màxim Elo va ser de 2670 punts, a la llista de maig de 2012 (posició 84 al rànquing mundial).

## Resultats destacats en competició
Va participar en el Campionat del món de la FIDE 2002, però va ser eliminat a la segona ronda per Rustam Kassimdjanov. El juliol del 2006, va guanyar l'Obert Internacional d'Escacs d'Andorra amb 7/9 punts. El Nadal de 2006 fou tercer al Torneig de Reggio Emilia, per darrere del campió Viorel Iordăchescu i de Konstantin Landa. El 2011 va ser campió d'Alemanya empatat a 6½ punts de 9 amb Jan Gustafsson, però superant-lo al desempat. A les darreries de 2013 empatà al primer lloc amb sis jugadors més al torneig de nadal de Hastings

## Obertura
New in Chess, una de les publicacions d'escacs més importants del món, va batejar la línia 1.e4 c6 2.d4 d5 3.e5 c5 de la defensa Caro-Kann com a la «Línia Arkell-Khenkin».

## Partides notables
Ígor Khenkin - Aleksei Xírov, Borjomi 1988; Variant Petrosian de la defensa índia de rei: 
1.d4 Cf6 2.c4 g6 3.Cc3 Ag7 4.e4 d6 5.Cf3 O-O 6.Ae2 e5 7.d5 a5 8.Ag5 h6 9.Ah4 Ca6 10.Cd2 De8 11.O-O Ch7 12.a3 Ad7 13.b3 f5 14.exf5 Axf5 15.g4 e4 16.Tc1 e3 17.fxe3 Dxe3+ 18.Af2 Dg5 19.Rh1 Ad7 20.Cde4 De7 21.Dd3 Tae8 22.Cg3 Tf6 23.Rg2 Cg5 24.Ad4 Cc5 25.Axf6 Cxd3 26.Axe7 Cxc1 27.Axg5 Cxe2 28.Cgxe2 hxg5 29.h3 c6 30.a4 cxd5 31.cxd5 Ae5 32.Tf3 Rg7 33.Rf2 b5 34.axb5 Tb8 35.Ce4 Rh8 36.Tf7 Axb5 37.Cf6 Axf6 38.Txf6 Axe2 39.Rxe2 Txb3 40.Txd6 a4 41.Ta6 Rg7 42.Txa4 Txh3 43.Te4 Ta3 44.d6 Rf7 45.Td4 Ta8 46.Td5 Re6 47.Txg5 Rxd6 48.Txg6+ Re5 49.Rf3 Ta3+ ½–½.